# Surinaamse parlementsverkiezingen 2020/Kandidatenlijst/PALU
Dit is de lijst van kandidaten voor de Surinaamse parlementsverkiezingen in 2020 van de PALU. De verkiezingen vonden plaats op 25 mei 2020. De landelijke partijleider is Jim Hok.
De onderstaande deelnemers kandideren op grond van het districten-evenredigheidsstelsel voor een zetel in De Nationale Assemblée. Elk district heeft een eigen lijsttrekker. Los van deze lijst vinden tegelijkertijd de verkiezingen van de ressortraden plaats. Daarvoor geldt het personenmeerderheidsstelsel. De kandidaten voor de ressortraden staan hieronder niet genoemd.

## Lijsten
Hieronder volgen de kandidatenlijsten op alfabetische volgorde per district.

### Coronie

#### DNA-kandidaten
| Plaats  | Naam                                   | Geslacht | Totaal | Totness | Johanna Maria | Welgelegen |
| ------- | -------------------------------------- | -------- | ------ | ------- | ------------- | ---------- |
| 1       | Danielle Harriette Holwijn             | v        | 138    | 102     | 30            | 6          |
| 2       | Remie Oxstantino Wagiman Ammatarmoedji | m        | 9      | 9       | 0             | 0          |
| Totaal: | Totaal:                                |          | 147    | 111     | 30            | 6          |

#### RR-kandidaten
Johanna Maria: 458
1. Harvey Romeo Rigters (m): 45
2. Sonja Harriëtte Winter (v): 44
3. Dennis Ruben Blijd (m): 50
4. Melanie Susanna Esajas (v): 42
5. Ragna Charlotte Hasselbaink (v): 44
6. Marion Georgette Irion (v): 49
7. Sëarel Vanity Vroom: 22

Welgelegen
1. Edmund Wensley Sandvliet (m): 19
2. Trefosa Unera Zandveld: 15
3. Beryl Florance Vriesde: 17
4. Judith Marion Riedewald (v): 25
5. Rodney Ruben Verwey (m): 53
6. Stuart Arnie Boldewijn (m): 15
7. Hesdie Viesento Riedewald (m): 11

### Paramaribo: 429
1. Jimmy Kenneth Hok: 125
2. Imran Moehammad Taus: 87
3. Susan Tanja Doorson: 7
4. Melvin Roberto Hijnes: 19
5. Sigornie Priscilla Vrede: 12
6. Abuna Ismaiel Ousman Boyer: 32
7. Ritakoemarie Harpal: 15
8. Yves Ronald Verwey: 35
9. Daniëlle Nancy Lucia Nai Chung Tong: 24
10. Robert Alfredo Michel Inge: 12
11. Sharissa Deborah de Randamie: 8
12. Natascha Sonja Veninga: 8
13. Hellen Irène Riedewald: 6
14. Edson Wensley Manuel Paal: 9
15. Rendel Michel Feller: 5
16. Jamnapersad Nirandjan: 8
17. Centhia Norma Rozenblad: 17

### Wanica: 244
1. Henk Radjinder Ramnandanlal (m): 90
2. Reina Josephina Cirino (v): 27
3. Sascia Juliette Zeegelaar (v): 27
4. Widjay Ritesh Ramnarain (m): 9
5. Jacintha Gerita Dundas (v): 51
6. Rekha Kalpoe (v): 7
7. Ormando Koendjbiharie (m): 33

Kandidaten per partij: A20 · 
ABOP · 
BEP · 
DA'91 · 
DNW · 
DOE · 
HVB · 
NDP · 
NPS · 
PALU · 
PL · 
PRO/APS · 
SDU · 
SPA · 
STREI! · 
VHP · 
VVD
Kandidaten per district: Brokopondo · 
Commewijne · 
Coronie · 
Marowijne · 
Nickerie · 
Para · 
Paramaribo · 
Saramacca · 
Sipaliwini · 
Wanica